# زمین‌لرزه دسامبر ۱۹۷۹ کلمبیا
زمین‌لرزه کلمبیا  در تاریخ ۱۲ دسامبر ۱۹۷۹ میلادی، برابر با ‎۲۱ آذر ۱۳۵۸، ساعت ۷:۵۹:۰۳ به زمان یوتی‌سی در کلمبیا رخ داد. ژرفای این زلزله ۲۴٫۳ کیلومتر بود، و بزرگی آن ۸٫۱ در مقیاس Mw اعلام شده‌است. زمین‌لرزه به وقت محلی در روز چهارشنبه، ساعت ۲ روی داده و منطقه زمانی آن یوتی‌سی -۵ بوده‌است .
سازمان زمین‌شناسی آمریکا نیز رومرکز این زمین‌لرزه را در مختصات ۱°۳۵′۵۳″شمالی ۷۹°۲۱′۲۹″غربی / ۱٫۵۹۸°شمالی ۷۹٫۳۵۸°غربی و ژرفای آن را در ۲۴ کیلومتر گزارش کرده‌است. بزرگی برگزیدهٔ این سازمان از میان بزرگیهای محاسبه‌شدهٔ مختلف ۷٫۷ در مقیاس Ms بوده و از دید اثر، در میان چهار دسته‌بندی «نامحسوس»، «محسوس»، «زیان‌آور» یا «با تلفات»، زلزله را «با تلفات» اعلام کرده‌است.سونامی نیز در این زلزله گزارش شده‌است.
پروژهٔ «تنسور گشتاور مرکزوار» زاویه‌های (راستا، شیب، ریک) گسل سازندهٔ زمین‌لرزه و صفحه عمود بر آن را (°۳۰، °۱۶، °۱۱۸) یا (°۱۸۱، °۷۶، °۸۳) و نوع گسل را «معکوس» فرارسانده‌است.
شمار کشتگان زلزله حدود ۶۰۰ نفر بوده‌است.تعداد زخمیان ۲۰۰۰۰ نفر برآورده شده‌است.